# Campeonato Mundial de Ginástica Rítmica de 2011
O XXX Campeonato Mundial de Ginástica Rítmica ocorreu entre os dias 19 e 25 de setembro de 2011, na cidade de Montpellier, França.

## Medalhistas
| Evento                     | Ouro                                                                           | Ouro    | Prata                                                                                       | Prata   | Bronze                                                                               | Bronze  |
| Competição por equipes     |                                                                                |         |                                                                                             |         |                                                                                      |         |
| Equipes detalhes           | RUS Rússia Evgenia Kanaeva Daria Kondakova Daria Dmitrieva Alexandra Merkulova | 290.275 | BLR Bielorrússia Liubou Charkashyna Melitina Staniouta Hanna Rabtsava Aliaksandra Narkevich | 272.500 | UKR Ucrânia Alina Maksymenko Ganna Rizatdinova Victoriya Mazur Victoriia Shynkarenko | 269.675 |
| Finais individuais         |                                                                                |         |                                                                                             |         |                                                                                      |         |
| Individual geral detalhes  | RUS Evgenia Kanaeva                                                            | 116.250 | RUS Daria Kondakova                                                                         | 113.825 | AZE Aliya Garayeva                                                                   | 110.350 |
| Arco detalhes              | RUS Evgenia Kanaeva                                                            | 29.300  | RUS Daria Kondakova                                                                         | 29.050  | ISR Neta Rivkin                                                                      | 28.000  |
| Bola detalhes              | RUS Evgenia Kanaeva                                                            | 29.600  | RUS Daria Kondakova                                                                         | 29.325  | BLR Liubov Charkashyna                                                               | 28.450  |
| Fita detalhes              | RUS Evgenia Kanaeva                                                            | 29.600  | RUS Daria Kondakova                                                                         | 29.300  | BUL Silviya Miteva                                                                   | 28.300  |
| Maças detalhes             | RUS Evgenia Kanaeva                                                            | 29.400  | RUS Daria Kondakova                                                                         | 29.250  | BUL Silviya Miteva                                                                   | 28.300  |
| Grupos                     |                                                                                |         |                                                                                             |         |                                                                                      |         |
| Grupos detalhes            | ITA Itália                                                                     | 55.150  | RUS Rússia                                                                                  | 54.850  | BUL Bulgária                                                                         | 54.125  |
| 5 bolas detalhes           | RUS Rússia                                                                     | 28.000  | ITA Itália                                                                                  | 27.000  | BUL Bulgária                                                                         | 26.950  |
| 3 fitas + 2 arcos detalhes | BUL Bulgária                                                                   | 27.400  | ITA Itália                                                                                  | 26.725  | ISR Israel                                                                           | 26.675  |

## Quadro de medalhas
| Ordem | País         |   |   |   |    |
| 1     | Rússia       | 7 | 6 |   | 13 |
| 2     | Itália       | 1 | 2 |   | 3  |
| 3     | Bulgária     | 1 |   | 4 | 5  |
| 4     | Bielorrússia |   | 1 | 1 | 2  |
| 5     | Israel       |   |   | 2 | 2  |
| 6     | Azerbaijão   |   |   | 1 | 1  |
| 6     | Ucrânia      |   |   | 1 | 1  |